# Kandyagach
Kandyagach (en russe : Кандыагаш) ou Qandyağaš (en kazakh : Қандыағаш), autrefois Kandagach est une localité de l'oblys d'Aktioubé au Kazakhstan.

## Géographie

### Topographie
Kandyagach se trouve au creux d'une petite vallée traversée par la rivière Ilek.
Selon les anciennes cartes de l'Union soviétique, deux ravins bordent la ville : le ravin Glubokaya (балка Глубокая), au fond de laquelle se trouve aujourd'hui un barrage, et le ravin Pishendiash (балка Пишендиаш).

### Urbanisme
La ville dispose d'une gare, la gare de Kandagach, située sur la bordure est de la ville.
À l'ouest, la ville est traversée par la route A-27, issue de la conjonction des routes A-27 et A-26. Au nord, se trouvent les villages de Akkemer et Zolotonoshenskiy, au sud, via la A-26, se trouve Dzhurun et à l'ouest, par la A-27, se trouve Pokrovka.

## Histoire
Kandyagach fut fondée en 1905 à l'époque de l'Empire russe sous le nom de Kandagach lorsqu'une gare fut construite sur la ligne du Transaral. La ville faisait alors partie de l'ouïezd d'Aktioubé de l'oblast de Tourgaï.
En 1920, l'oblast de Tourgaï devint le gouvernement de Tourgaï, et en 1921, il fut dissous et intégré au gouvernement d'Orenbourg-Tourgaï. La même année, Kandagach fut intégrée au gouvernorat d'Aktioubé de la République socialiste soviétique autonome kirghize. En 1925, cette république fut renommée en République socialiste soviétique autonome kazakhe. Le 17 janvier 1928, le gouvernorat fut supprimé et Kandagach fut intégrée à l'okroug d'Aktioubé.
C'est en 1932 que la province d'Aktioubé fut fondée. Le 5 juin 1933, le district de Klioutchevoï (actuel district d'Alga) fut formé, et Kandagach en fit partie. En 1936, la république devint la République socialiste soviétique kazakhe. En 1958, Kandagach avait déjà le statut de localité de type urbain. En 1963, à la suite des tentatives de réformes administratives de Nikita Khrouchtchev, un certain nombre de districts fusionnèrent pour former le district industriel de Kandagach, dont le chef-lieu était Kandagach.
Dans les années 1960, d'importants gisements de phosphate furent découverts. En 1967, les divisions administratives de la province d'Aktioubé changèrent, et le district d'Oktiabr (actuel district de Mougalja) fut formé. La même année, Kandagach reçut le statut de ville et fut renommée en Oktiabrsk (pour commémorer le cinquantenaire de la Révolution d'Octobre). Elle devint alors le chef-lieu administratif du district.
Par la suite, une grande usine fut construite pour exploiter les gisements de phosphate. Jusque dans les années 1990, Oktiabrsk connut une croissance rapide de sa population. À l'indépendance du Kazakhstan en 1991, l'usine fut abandonnée, et la ville entra dans une période difficile marquée par un fort taux de chômage et l'inexistence de réseaux de communications. En 1997, la population avait diminué de moitié avec le départ d'un grand nombre de russophones et de sa population qualifiée. Dans les années 1990, l'état d'urgence fut promulgué dans la ville. En 1997, Oktiabrsk fut rebaptisée en Kandyagach. La ville a ensuite connu une réorientation de son économie vers l’exploitation des gisements de gaz naturel.

## Démographie
L'évolution démographique a été la suivante:
| 1959  | 1970  | 1979   | 1989   | 1991   | 1999   | 2004   | 2005   | 2006   | 2007   | 2008   | 2009   |
| ----- | ----- | ------ | ------ | ------ | ------ | ------ | ------ | ------ | ------ | ------ | ------ |
| 8 384 | 9 475 | 11 047 | 26 691 | 27 800 | 25 553 | 26 236 | 27 026 | 27 684 | 28 300 | 28 749 | 29 169 |

| 2010   | 2011   | 2012   | 2013   | 2014   | 2015   | 2016   | 2017   | - | - | - | - |
| ------ | ------ | ------ | ------ | ------ | ------ | ------ | ------ | - | - | - | - |
| 29 700 | 29 921 | 30 266 | 30 955 | 31 887 | 32 860 | 33 725 | 34 243 | - | - | - | - |

## Culture et patrimoine

### Apparitions dans les médias
La localité a été traversée le 3 mai 2004 par Ewan McGregor et Charley Boorman lors de leur tour du monde à moto effectué en 2004.

### Personnes liées à la commune
- Dmitry Fedorovich Hinter (aussi appelé Schokk ou Ya), est un artiste de rap et acteur allemand, né à Kandyagach en 1980.
- Abiyev Marat Zhaksylykovich, homme d'affaires kazakh y est né en 1989.

## Sources

## Compléments